# Virginia Hernández Gaspar
Virginia Hernández Gaspar es una deportista mexicana que compitió en natación adaptada. Ganó una medalla de bronce en los Juegos Paralímpicos de Sídney 2000 en la prueba de 100 m libre (clase S2).

## Palmarés internacional
| Juegos Paralímpicos | Juegos Paralímpicos | Juegos Paralímpicos | Juegos Paralímpicos |
| Año                 | Lugar               | Medalla             | Prueba              |
| ------------------- | ------------------- | ------------------- | ------------------- |
| 2000                | Sídney ( Australia) | Medalla de bronce   | 100 m libre S2      |